# Terminátor (součástka)

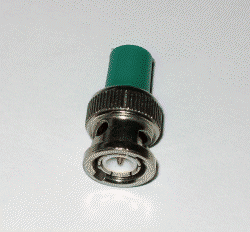
Terminátor používaný pro zakončení obou konců sběrnice tvořené koaxiálním kabelem ve standardu Ethernet 10Base2.

Terminátor je v elektronice součástka, která zakončuje vedení použité pro přenos signálu. Zejména při vysokých frekvencích signálu dochází vlivem odrazů k nežádoucím interferencím a tím k rušení – snižovaní kvality signálu na vedení. Zakončením vedení (případně několika paralelních vedení signálu – u paralelní sběrnice) vhodným rezistorem se toto rušení odstraní.